# يسبر كريستوفيرسن
يسبر كريستوفيرسن (2 فبراير 1984 بالدنمارك - ) هو لاعب كرة قدم دانمركي في مركز الدفاع. لعب مع فيدوفري ونادي سوندرييسكه وBoldklubben Avarta ‏.

## وصلات خارجية
- يسبر كريستوفيرسن على موقع قاعدة بيانات كرة القدم.إي يو (الإنجليزية)
- يسبر كريستوفيرسن على موقع Soccerway.com (الإنجليزية)